# Peristeronari
Peristeronari (in greco Περιστερωνάρι?; in turco Cengizköy) è un villaggio di Cipro, vicino a Lefka. Esso è situato de iure nel distretto di Nicosia di Cipro, e de facto nel distretto di Lefke di Cipro del Nord.
Nel 2011 Peristeronari aveva 217 abitanti.

## Geografia fisica
Peristeronari si trova nella parte occidentale del distretto di Nicosia, due chilometri e mezzo a nord-est di Lefka/Lefke e tre chilometri a nord-ovest di Kalokhorio/Çamlıköy.

## Origini del nome
Peristeronari significa "villaggio dei piccioni" in greco. Nel 1959, i turco-ciprioti cambiarono il nome in Narlıköy, che significa "villaggio con melograni". Nel 1975, tuttavia, scelsero di rinominare nuovamente il villaggio, questa volta scegliendo il nome Cengizköy. Scelsero questo nome per onorare Cengiz Topel, un pilota turco che nell'agosto 1964 fu linciato da alcune guardie nazionali greco-cipriote quando il suo aereo precipitò durante un attacco aereo contro la guardia nazionale greco-cipriota e alcuni villaggi durante la battaglia di Tillyria.

## Società

### Evoluzione demografica
Durante il periodo ottomano, Peristeronari era un villaggio musulmano. Nel 1891, a parte una persona, il villaggio era abitato solo da musulmani. Durante il periodo britannico la popolazione greco-cipriota del villaggio crebbe significativamente, mentre la popolazione turco-cipriota fluttuò e alla fine ristagnò. Nel 1960, la quota greco-cipriota della popolazione del villaggio salì al 69%.
Durante i combattimenti intercomunitari del 1963-64, tutti i turco-ciprioti fuggirono dal villaggio e cercarono rifugio nell'enclave di Lefka/Lefke. Dopo il 1968, un terzo degli abitanti turco-ciprioti fece ritorno. Nel 1971, Richard Patrick registrò solo 27 ciprioti turchi che vivevano ancora nel villaggio. Nell'agosto 1974, l'intera popolazione greco-cipriota fuggì dal villaggio dall'esercito turco che avanzava. Attualmente, come il resto dei greco-ciprioti sfollati, i greco-ciprioti di Peristeronari sono sparsi nel sud dell'isola, con concentrazioni nelle città. Il numero di greco-ciprioti di Peristeronari sfollati nel 1974 era di circa 150 (136 nel censimento del 1960).
Attualmente il villaggio è occupato principalmente dai suoi originari abitanti turco-ciprioti. Inoltre, dopo il 1974, alcune famiglie turco-cipriote originarie di Chrysochou/Altıncık e alcune altre varie località del sud vi furono reinsediate. C'è anche un piccolo numero di famiglie provenienti dalla Turchia che si stabilirono nel villaggio durante il 1976-77. Il censimento turco-cipriota del 2006 ha fissato la popolazione del villaggio a 180 persone.